# Robert Jenkinson
Robert Banks Jenkinson (ur. 7 czerwca 1770 w Londynie, zm. 4 grudnia 1828 w Kingston upon Thames) – premier Wielkiej Brytanii w latach 1812–1827. Najstarszy syn Charlesa Jenkinsona, 1. hrabiego Liverpool, i Amelii Watts, córki Williama Wattsa.
Liverpoolowi udało się stworzyć gabinet, w którym znaleźli się politycy bardziej błyskotliwi, niż on sam. Wielka Brytania wyszła zwycięsko z wojen napoleońskich, a torysowski rząd krwawo stłumił niepokoje społeczne.

## Wczesne lata życia i początki kariery politycznej
Jenkinson został ochrzczony 29 czerwca 1770 r. w kościele św. Małgorzaty w Westminsterze. Wykształcenie odebrał w Charterhouse School i w Christ Chuch na Uniwersytecie Oksfordzkim. Latem 1789 r. Jenkinson spędził kilka miesięcy w Paryżu, aby doskonalić swój francuski. Później wrócił na trzy miesiące do Oksfordu, aby ukończyć studia, a w maju 1790 r. otrzymał stopień magistra sztuk.
W roku ukończenia studiów wygrał wybory do Izby Gmin w okręgu Rye. Wygrał również wybory w okręgu Appleby, ale zdecydował się reprezentować Rye. Okręg ten reprezentował do 1803 r. Politycznie związał się z partią torysów, gdzie szybko stał się jedną z najważniejszych postaci. Miejsca w parlamencie nie objął od razu, gdyż był za młody. Zimę i wiosnę 1791 r. spędził więc podróżując po Europie. Odwiedził Niderlandy i Włochy. Po ukończeniu 21. roku życia mógł wreszcie zasiąść w Izbie Gmin.

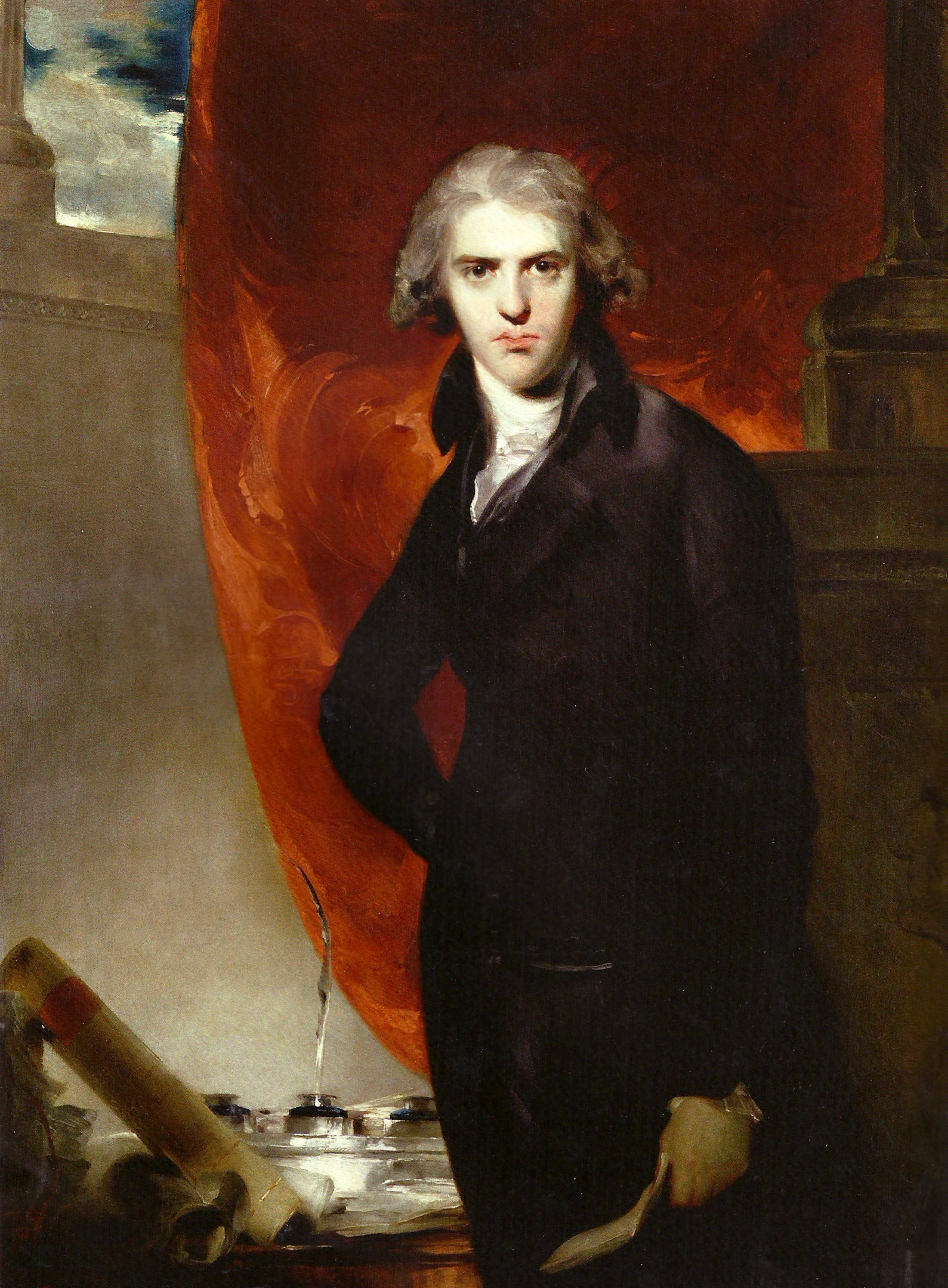
Liverpool w wieku 20 lat

Dzięki wpływowemu ojcu i własnym politycznym talentom kariera Jenkinsona nabrała rozmachu. W lutym 1792 r. odpowiadał z ramienia strony rządowej na krytykę rosyjskiej polityki gabinetu deputowanego Samuela Whitbreada. Później wygłosił jeszcze kilka innych przemówień na ważne tematy, m.in. wypowiedział się przeciwko zniesieniu handlu niewolnikami. W latach 1793–1796 był członkiem Rady Kontroli Indii.
Kiedy nieuniknione stało się przystąpienie Wielkiej Brytanii do wojny z rewolucyjną Francją, Jenkinson, od 1796 r. tytułowany lordem Hawkesburym, był jednym z pierwszych polityków, którzy zaciągnęli się do milicji. W 1794 r. został pułkownikiem oddziałów odpowiedzialnych za obronę Pięciu Portów. W 1796 r. został wysłany do Szkocji i zakwaterowany w Dumfries. Nieco wcześniej doszło do konfliktu z ojcem, który nie chciał wyrazić zgody na małżeństwo syna z lady Louisą Hervey. Małżeństwo to doszło do skutku tylko dzięki interwencji premiera Williama Pitta Młodszego i króla Jerzego III. W latach 1799–1801 Hawkesbury był zarządcą Mennicy.

## Na stanowiskach ministerialnych
Pierwsze ważne stanowisko polityczne Hawkesbury otrzymał w 1801 r., obejmując tekę ministra spraw zagranicznych w gabinecie Henry’ego Addingtona. Na tym stanowisku prowadził negocjacje z Francją, zakończone traktatem w Amiens w 1802 r. Po upadku gabinetu Addingtona w 1804 r. Hawkesbury został ministrem spraw wewnętrznych w drugim gabinecie Pitta Młodszego. Zastępował premiera, kiedy stan jego zdrowia nie pozwalał na wypełnianie obowiązków. Po śmierci Pitta w 1806 r. Hawkesbury był kandydatem na premiera, ale odmówił, obawiając się, że nie uzyska większości w Izbie Gmin. Kiedy premierem został lord Grenville, Hawkesbury stanął na czele opozycji. W 1807 r. został ponownie ministrem spraw wewnętrznych w gabinecie księcia Portland.
W 1803 r. na podstawie procedury writ of acceleration Jenkinson otrzymał jeden z parowskich tytułów ojca, barona Hawkesbury, i zasiadł w Izbie Lordów, zostając jednocześnie przewodniczącym tej Izby. Po śmierci Pitta został również lordem strażnikiem Pięciu Portów. Od 1807 r. ponownie był przewodniczącym Izby Lordów.
Po śmierci ojca w 1808 r. odziedziczył tytuł 2. hrabiego Liverpool. W 1809 r. objął tekę ministra wojny i kolonii w gabinecie Spencera Percevala. Na tym stanowisku działał na rzecz powiększenia korpusu ekspedycyjnego lorda Wellingtona w Portugalii.

## Premier Wielkiej Brytanii

### Koniec wojen napoleońskich
W maju 1812 r. został zamordowany Spencer Perceval. Jego następcą na stanowisku premiera został lord Liverpool. Nie uzyskał jednak poparcia Izby Gmin i szybko podał się do dymisji. Książę-regent Jerzy uważał jednak, że tylko Liverpool nadaje się na szefa rządu, i 8 czerwca powołał go na stanowisko premiera. Tym razem udało się uzyskać większość w Izbie Gmin. W skład gabinetu Liverpoola weszło wielu znakomitych polityków, takich jak lord Castlereagh, William Huskisson, czy też późniejsi premierzy Wielkiej Brytanii – George Canning, książę Wellington i Robert Peel.

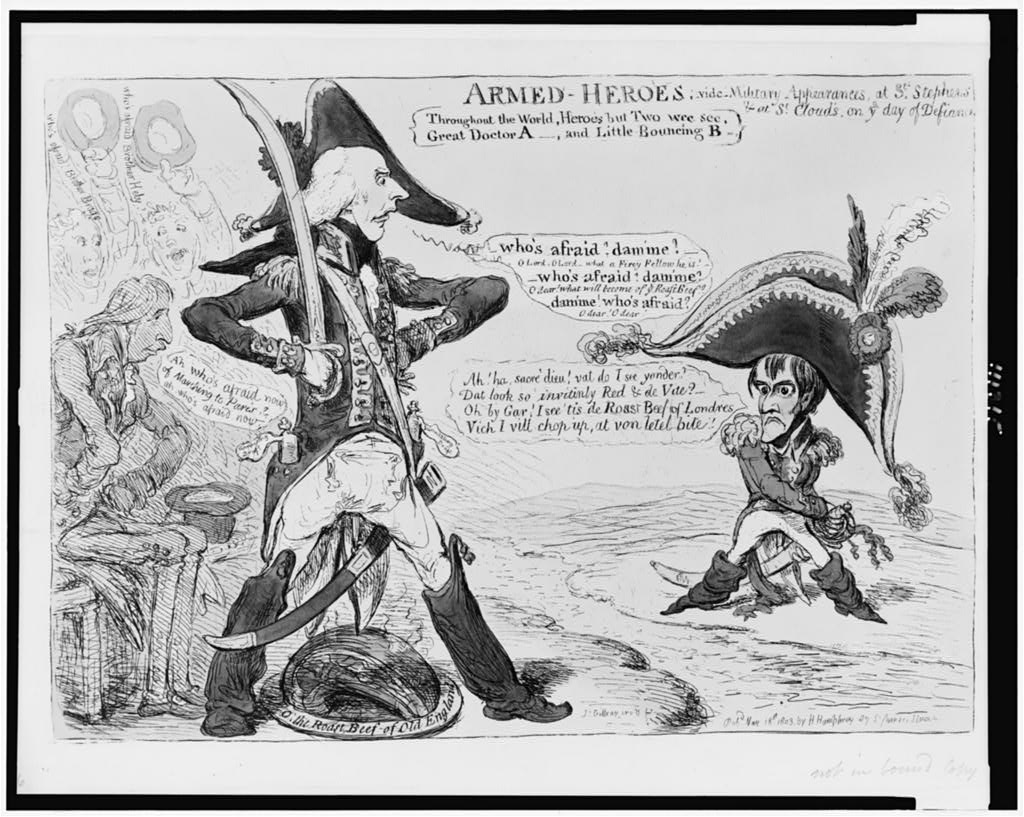
„Armed-heroes”, Liverpool i Sidmouth naprzeciw Bonapartego, karykatura Jamesa Gillraya z 1803 r.

Na początku swojego urzędowania Liverpool musiał stawić czoła konfliktowi brytyjsko-amerykańskiemu, znanemu jako wojna 1812 roku. Na pewien czas jednak konflikt ten zszedł na dalszy plan, gdyż całą uwagę gabinetu pochłaniała wojna z Napoleonem. Wielka Brytania wspierała finansowo uczestników antynapoleońskiej koalicji, a korpus ekspedycyjny Wellingtona odnosił zwycięstwa w Portugalii i Hiszpanii. Ostatecznie w 1814 r. Francja została pokonana, a próba powrotu Napoleona do władzy w 1815 r. zakończyła się klęską pod Waterloo. Za pomyślne zakończenie wojen z Francją Liverpool otrzymał Order Podwiązki.
W trakcie negocjacji pokojowych w Wiedniu Liverpool, za pośrednictwem swojego ministra spraw zagranicznych lorda Castlereagha, dążył do zagwarantowania niepodległości Niderlandów, Hiszpanii i Portugalii, oraz powrotu Francji do granic sprzed 1789 r. Dzięki zawartemu przez Castlereagha w styczniu 1815 r. sojuszowi z Austrią i Francją udało się te cele zrealizować. Po 1815 r. polityka brytyjska ograniczała się do zachowania równowagi europejskiej ustalonej na kongresie wiedeńskim.

### Ustawy zbożowe i zaburzenia wewnętrzne
Po zakończeniu wojen napoleońskich główną bolączką gabinetu Liverpoola były sprawy wewnętrzne, a zwłaszcza rolnictwo. Na skutek urodzaju doszło do znacznego obniżenia cen zbóż. Rolnicze lobby w parlamencie zaczęło domagać się od gabinetu państwowej protekcji. Liverpool, mimo że sam był zwolennikiem wolnego handlu, ugiął się pod żądaniami lobby i w 1815 r. doprowadził do przyjęcia tzw. ustaw zbożowych, które ustalały minimalną cenę na produkty rolne. Liverpool chciał przy okazji wykorzystać to do zrównoważenia finansów państwa, rozchwianych pod koniec wojny z Napoleonem. W sytuacji, gdy w 1816 r. Izba Gmin wypowiedziała się przeciwko podatkom wojennym, dochody z ceł na produkty zbożowe były poważnym uzupełnieniem budżetu.
Wzrost innych podatków i ustawy zbożowe przyczyniły do narastających niepokojów społecznych w Wielkiej Brytanii. Protekcjonistyczna polityka w stosunku do rolnictwa uderzała w przemysł, gdyż większość wydatków pracodawców szła na wyżywienie robotników. Narastała działalność luddystów, którzy organizowali napady na zakłady fabryczne i niszczyli maszyny. Aby temu przeciwdziałać, rząd wprowadził karę śmierci i represje wobec uczestników zajść.

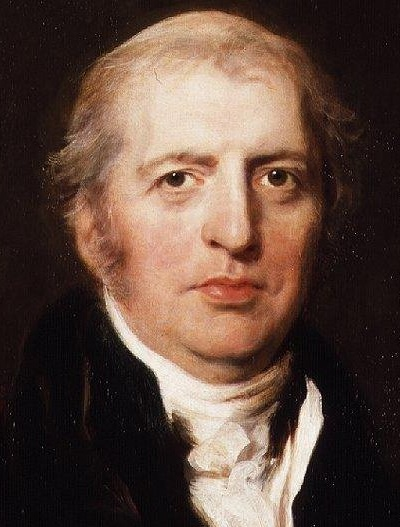
Robert Banks Jenkinson, 2. hrabia Liverpool

Mimo to niezadowolenie społeczne narastało. Liverpool powiedział Peelowi, że jest ono większe niż w 1794 r. Obawiając się wybuchu radykalnych nastrojów społecznych, zawieszono Habeas Corpus Act w Wielkiej Brytanii w 1817 r. i w Irlandii w 1822 r. Po „masakrze na placu Peterloo” w 1819 r. wprowadzono represyjne Sześć Aktów, które ograniczały wolność słowa i zakazywały publicznych zgromadzeń. Z powodu tych ustaw Liverpool i członkowie jego gabinetu stali się celem zamachu, jaki przygotowywała w 1820 r. konspiracja z Cato Street.

### Sprawa emancypacji katolików
W XIX w., a w okresie rządów Liverpoola w szczególności, źródłem poważnych konfliktów była sprawa emancypacji katolików. W 1805 r. Liverpool wypowiedział się na ten temat, uznając, że związek monarchy z Kościołem Anglii i odmowa składania przez katolików przysięgi na wierność Kościołowi Anglii wykluczają ich z życia publicznego. Do końca swojej kariery politycznej Liverpool sprzeciwiał się emancypacji katolików.
Po objęciu stanowiska premiera w 1812 r. Liverpool usunął sprawę emancypacji z listy wspólnych poczynań gabinetu. Zgłoszona w 1813 r. Roman Catholic Relief Bill została odrzucona przez Izbę Gmin. Liverpool poszedł jednak na pewne ustępstwa w stosunku do katolików, dając im możliwość osiągania wyższych stopni w armii i administracji, wciąż jednak sprzeciwiał się obecności katolików w parlamencie. Narastająca w latach 20. presja ze strony liberalnego skrzydła Izby Gmin oraz wzrost nastrojów katolickich w Irlandii ponownie jednak postawiły sprawę emancypacji na porządku dziennym.
Kiedy sir Francis Burdett zgłaszał w 1825 r. projekt ustawy o równouprawnieniu, nie wróżono mu powodzenia. Ustawa zyskała jednak poparcie Izby Gmin. Fakt ten oraz ogłoszenie przez Roberta Peela chęci rezygnacji skłoniły Liverpoola do wycofania się z życia publicznego. Nastąpiło to 9 kwietnia 1827 r. Nowym premierem został George Canning.

## Życie prywatne i śmierć
Liverpool był dwukrotnie żonaty. Po raz pierwszy ożenił się 25 marca 1795 r. w Wimbledonie z lady Louisą Hervey (zm. 12 czerwca 1821), córką Fredericka Herveya, 4. hrabiego Bristolu, i Elizabeth Davers, córki Johna Daversa, 4. baroneta. Małżonkowie nie mieli razem dzieci.
24 września 1822 r. poślubił przyjaciółkę żony, Mary Chester (ok. 1793 – 18 października 1846), córkę Charlesa Chestera i Catherine Legge, córki Heneage Legge’a. Również to małżeństwo pozostało bezpotomne.
Po rezygnacji z czynnego udziału w polityce lord Liverpool wycofał się do swojej rezydencji Fife House. Cierpiał tam na ciężkie krwotoki. Trzeci z nich okazał się śmiertelny. Liverpool zmarł 4 grudnia 1828 r. Tytuł parowski odziedziczył jego młodszy brat przyrodni, Charles. Robert Jenkinson został pochowany w kościele parafialnym w Hawkesbury w hrabstwie Gloucestershire. Jego majątek wyceniono na 120 000 funtów.

## Ciekawostki
- Lord Liverpool był wielkim miłośnikiem sztuki i literatury. W 1824 r. ufundował National Gallery
- Liverpool Street w Londynie otrzymała swoją nazwę na cześć premiera